# Gaddikurvinkoppa, Sampgaon
Gaddikurvinkoppa là một làng thuộc tehsil Sampgaon, huyện Belgaum, bang Karnataka, Ấn Độ.